# Tiếng Bảo An
Tiếng Bảo An (phát âm: [p⁼aoˈnaŋ], Baonang; tiếng Trung: 保安语, Bǎo'ānyǔ; tiếng Tạng Amdo: Dorké) là ngôn ngữ Mông Cổ của người Bảo An ở Trung Quốc. Tính đến năm 1985, nó được nói bởi khoảng 8.000 người, bao gồm khoảng 75% tổng số người Bảo An và nhiều người dân tộc Thổ, ở các tỉnh Cam Túc và Thanh Hải. Có một số phương ngữ chịu ảnh hưởng ở các mức độ khác nhau — nhưng luôn nặng nề — bởi tiếng Trung và tiếng Tạng, trong khi sự song ngữ ở tiếng Ngũ Đồn ít phổ biến hơn. Dạng phổ biến nhất được nghiên cứu là phương ngữ Đồng Nhân. Không có hệ thống chữ viết nào được sử dụng. Ngôn ngữ này còn được người bản địa gọi là "Manegacha" ("Ngôn ngữ của chúng ta").

## Phân bố
Tiếng Bảo An Thanh Hải được nói ở bốn ngôi làng nằm trên vùng đất nông nghiệp màu mỡ trong thung lũng sông Long Vũ rộng lớn, trên độ cao trung bình 7.865 feet so với mực nước biển.
Tiếng Bảo An Cam Túc được sử dụng tại ba ngôi làng ở huyện tự trị Tích Thạch Sơn thuộc châu tự trị Hồi Lâm Hạ (臨夏回族自治區), tỉnh Cam Túc, Trung Quốc.

## Âm vị học
Âm vị học tiếng Bảo An đã bị ảnh hưởng nặng nề bởi tiếng Tạng. Phụ âm sở hữu một sự tương phản về giọng. Các cụm phụ âm đầu với độ vang hầu như bị giảm đều có mặt trong các từ bản địa, cũng như các nguyên âm đôi nặng, mặc dù cả hai đều bị hạn chế nhiều. Các cụm phụ âm đầu từ có thể có trong tiếng Bảo An là [mp, nt, nt͡ɕ, ntʂ, ŋk, tʰχ, χt͡ɕ, rt͡ɕ, lt͡ɕ, ft, fk, ʂp, ʂk].
Tiếng Bảo An Ñantoq có sáu nguyên âm /a, e, ə, i, ɵ, u/, với các nguyên âm dài ngoại trừ /ə/.

## Hình thái
Tiếng Bảo An là ngôn ngữ chắp dính, giống như các ngôn ngữ Mông Cổ khác.
Hình thái lời nói khá phức tạp. Bằng chứng được đánh dấu trong lối biểu thị là "xác định" hoặc "không xác định" với một hậu tố cụ thể hoặc với một trợ động từ. Thì hiện tại xác định được dùng để đánh dấu các hiện tượng xảy ra trong tự nhiên, trong khi thì hiện tại không xác định chỉ thói quen của động vật. Thì không xác định cũng có thể biểu thị ý muốn. Các hậu tố tương lai, tiếp diễn và hoàn thành thường được sử dụng để đánh dấu phủ định.

## Cú pháp
Tiếng Bảo An có cú pháp SOV (chủ–tân–động), nhưng việc chủ đề hóa một đối tượng là phổ biến. Nó được biết đến với dấu kép đặc biệt của từ liên hệ. Những từ liên hệ tiếng Mông Cổ, trong đó có một số từ mang nghĩa khác nhau, xuất hiện ở cuối câu theo trật tự từ Bảo An SOV, trong khi từ liên hệ [ʂɪ] từ tiếng Trung /ʂɨ̂/ "thì, là" xuất hiện giữa chủ ngữ và bổ ngữ của từ liên hệ, như trong tiếng Trung với trật tự từ SVO. Từ liên hệ tiếng Trung này là tùy chọn và được sử dụng để nhấn mạnh chủ đề. Các từ liên hệ xác định cũng có thể hoạt động như một phân từ theo sau một số động từ hữu hạn. Ví dụ:
ənə
đây
ʂɪ
COP
kuŋʂə-nə
xã-GEN
t͡ɕʰitʂə
xe
o
IND.COP
"Đây là xe của xã." (Buhe & Liu 1985: 65)
Không như trong các ngôn ngữ Mông Cổ khác, tính từ tiếng Bảo An theo sau danh từ mà chúng bổ nghĩa. Điều này là do ảnh hưởng của tiếng Tạng.

## Số đếm
|    | Nghĩa tiếng Việt | Tiếng Bảo An | Tiếng Mông Cổ nguyên thủy | Tiếng Mông Cổ hiện đại |
| -- | ---------------- | ------------ | ------------------------- | ---------------------- |
| 1  | một              | nege         | *nike/n                   | neg                    |
| 2  | hai              | quar         | *koxar ~ *koyar           | khoyor                 |
| 3  | ba               | koron        | *gurba/n                  | gurav                  |
| 4  | bốn              | deiran       | *dörbe/n                  | döröv                  |
| 5  | năm              | tawon        | *tabu/n                   | tav                    |
| 6  | sáu              | jirgun       | *jirguxa/n                | zurgaa                 |
| 7  | bảy              | talun        | *doluxa/n                 | doloo                  |
| 8  | tám              | nimon        | *na(y)ima/n               | naym                   |
| 9  | chín             | yesun        | *yersü/n                  | yös                    |
| 10 | mười             | harwan       | *xarba/n                  | arav                   |

## Tình trạng

### Bảo An Thanh Hải
Nhiều người nói tiếng Bảo An Thanh Hải trong nhà mình và có lẽ trên đường với những người nói tiếng Bảo An khác, nhưng nếu không thì trong hầu hết các hoạt động kinh doanh và đời sống tôn giáo, họ dùng tiếng Tạng Amdo.
Những người nói tiếng Bảo An ở huyện Đồng Nhân không có tên gọi cho chính họ hoặc ngôn ngữ của họ. Nhiều người nhận thức mơ hồ rằng họ có nguồn gốc Mông Cổ, nhưng hầu hết tất cả đều tự nhận mình là người Tạng – bất chấp sự phân loại chính thức của họ là dân tộc Thổ.

### Bảo An Cam Túc
Tiếng Bảo An Cam Túc được sử dụng bởi mọi thế hệ, nhưng đang suy giảm nhanh chóng ở thế hệ trẻ hơn. Nhiều người thông thạo cả phương ngữ Hà Châu, dạng địa phương của tiếng Phổ thông.